# 輝煌科技
輝煌科技（控股）有限公司，簡稱輝煌科技（控股），以及輝煌科技（英語：GLORY MARK HI-TECH (HOLDINGS) LIMITED，港交所：8159），在1990年，由台灣商人龎國璽（董事會主席）和黃震（首席執行官）於香港成立「輝煌電子（香港）有限公司」。
業務在全球經營生產、設計和銷售電子軟件產品。
股份在2002年1月4日於港交所創業板上市。招股價為0.4至0.55港元，配售股份為8000萬股，集資額為4400萬港元。

## 外部連結
- glorymark.com.tw （页面存档备份，存于）